# Micratopus insularis
Micratopus insularis är en skalbaggsart som beskrevs av Darlington 1934. Micratopus insularis ingår i släktet Micratopus och familjen jordlöpare. Inga underarter finns listade i Catalogue of Life.